# Mantispa viridula
Mantispa viridula är en insektsart som först beskrevs av Author?, [0000.  Mantispa viridula ingår i släktet Mantispa och familjen fångsländor. Inga underarter finns listade i Catalogue of Life.